# 天主教海南宗座监牧区
天主教海南宗座監牧區（拉丁語：Apostolica Praefectura Hainanensis；中國官方稱為：海南教區）是天主教在中國海南省設立的一個宗座監牧區，直屬聖座。

## 概況
1936年5月25日，海南自治傳教區升格為海南宗座監牧區。宗座監牧區範圍覆蓋全個海南島，教座位於海南省海口市振东街127号耶穌聖心主教座堂。
1950年，海南宗座監牧區信徒人數為3,419人、9個堂區、19位司鐸和20位修女。2012年，宗座監牧區有信徒約6,000人、8座聖堂、司鐸和修女各2位。現時宗座監牧處於教座出缺狀態，教區長楊海龍神父。

## 歷史
1632年（明崇禎5年），葡屬澳門耶穌會派遣會士到海南島傳教。1635年，耶穌會士將海南島劃分為瓊州、定安、澄邁、抱角4個堂區。1637年，海南島已有330名信徒。1639年海南島發生教難。1652年和1670年，先後有耶穌會會士被海盜拋入海中溺斃，當時，根據會士教徒名冊記錄信徒人數為2,253人。
18世紀初至1904年，再由澳門教區派遣司鐸前來傳教。1904年至1929年期間，轉由巴黎外方傳教會會士負責管理。
1929年4月15日，聖座從廣東省廣州宗座代牧區劃出海南省設立海南自治傳教區，轄區面積35,000平方公里，由法國比布斯二心會會士負責管理，余禮灼神父出任傳教區神長。1936年5月25日，海南自治傳教區升格為海南宗座監牧區，余禮灼神父出任宗座監牧。
1949年10月1日，中國共產黨在中國大陸地區建立中華人民共和國，並開始針對天主教進行宗教迫害及打壓，教會已經無法正常功能。1950年代初，法國籍宗座監牧德文彬神父被捕。其後，德神父與其他外籍傳教士先後被中國政府驅逐出境，先後由謝瑞光神父和⿈中⽂神父出任教區長。1950年，驅逐外籍傳教士後宗座監牧區只剩下司鐸和修女各一位與信徒3,419人。當時的信徒多數是當地種田和外來打工的漢族，很少有黎族或苗族原住民。
1966年至1979年文化大革命期間，宗座監牧區的所有宗教活動停止。1980年6月16日，宗座監牧德文彬神父在法國去世，自始宗座監牧區一直處於教座出缺狀態。
2012年至2013年期間，宗座監牧區內的定安縣深水田聖德肋撒堂、仙溝鎮永援聖母堂和海口聖若瑟堂首先修復完成重新舉行宗教活動。。2015年4月20日，宗座監牧區成立慈善組織海星公益服務中心由張文明神父負責，以協助長期病患者。

## 歷任主教

### 海南傳教區神長
- 余禮灼神父, SS.CC.（1929年11月20日-1936年5月25日）：法國籍[12]

### 海南宗座監牧
- 余禮灼神父, SS.CC.（1936年5月25日-1939年2月）：法國籍
- 德文彬神父, SS.CC.（1939年3月24日-1980年6月16日）法國籍[13]
- 教座出缺（1980年-現任）